# Changwon
Changwon (hangul 창원시, hanja 昌原市) är den största staden och huvudstad i provinsen Södra Gyeongsang i Sydkorea. Den nuvarande staden bildades den 1 juli 2010 genom sammanslagning av städerna Changwon, Jinhae och Masan.

## Administrativ indelning
Kommunen är indelad i fem stadsdistrikt (gu) som i sin tur är indelade i totalt 47 stadsdelar (dong), två köpingar (eup) och sex socknar (myeon).
|                | Yta (km²)                | Yta (km²)                     | Yta (km²) | Invånare 31 dec 2018     | Invånare 31 dec 2018          | Invånare 31 dec 2018 |
| -------------- | ------------------------ | ----------------------------- | --------- | ------------------------ | ----------------------------- | -------------------- |
|                | Centrala Changwon (dong) | Ytterområdena (eup och myeon) | Total     | Centrala Changwon (dong) | Ytterområdena (eup och myeon) | Total                |
| Jinhae-gu      | 122,92                   | -                             | 122,92    | 196 665                  | -                             | 196 665              |
| Masanhappo-gu  | 40,02                    | 201,02                        | 241,04    | 156 086                  | 26 686                        | 182 772              |
| Masanhoewon-gu | 34,74                    | 55,84                         | 90,58     | 132 044                  | 69 521                        | 201 565              |
| Seongsan-gu    | 82,23                    | -                             | 82,23     | 231 250                  | -                             | 231 250              |
| Uichang-gu     | 43,90                    | 167,25                        | 211,15    | 186 342                  | 70 361                        | 256 703              |
| Total          | 323,81                   | 424,11                        | 747,92    | 902 387                  | 166 568                       | 1 068 955            |

## Historik - befolkning och yta
Invånarantalet (innan sammanslagningen) var 508 984 i slutet av 2009, varav 464 471 invånare bodde i själva centralorten. Stadens yta uppgick till 293 kvadratkilometer.